# Росош (Лодзинське воєводство)
Росош (пол. Rososz) — село в Польщі, у гміні Біла Велюнського повіту Лодзинського воєводства.
Населення — 192 особи (2011).
У 1975-1998 роках село належало до Серадзького воєводства.

## Демографія
Демографічна структура станом на 31 березня 2011 року:
|          | Загалом | Допрацездатний вік | Працездатний вік | Постпрацездатний вік |
| -------- | ------- | ------------------ | ---------------- | -------------------- |
| Чоловіки | 104     | 25                 | 69               | 10                   |
| Жінки    | 88      | 20                 | 51               | 17                   |
| Разом    | 192     | 45                 | 120              | 27                   |